# Krupicová kaše

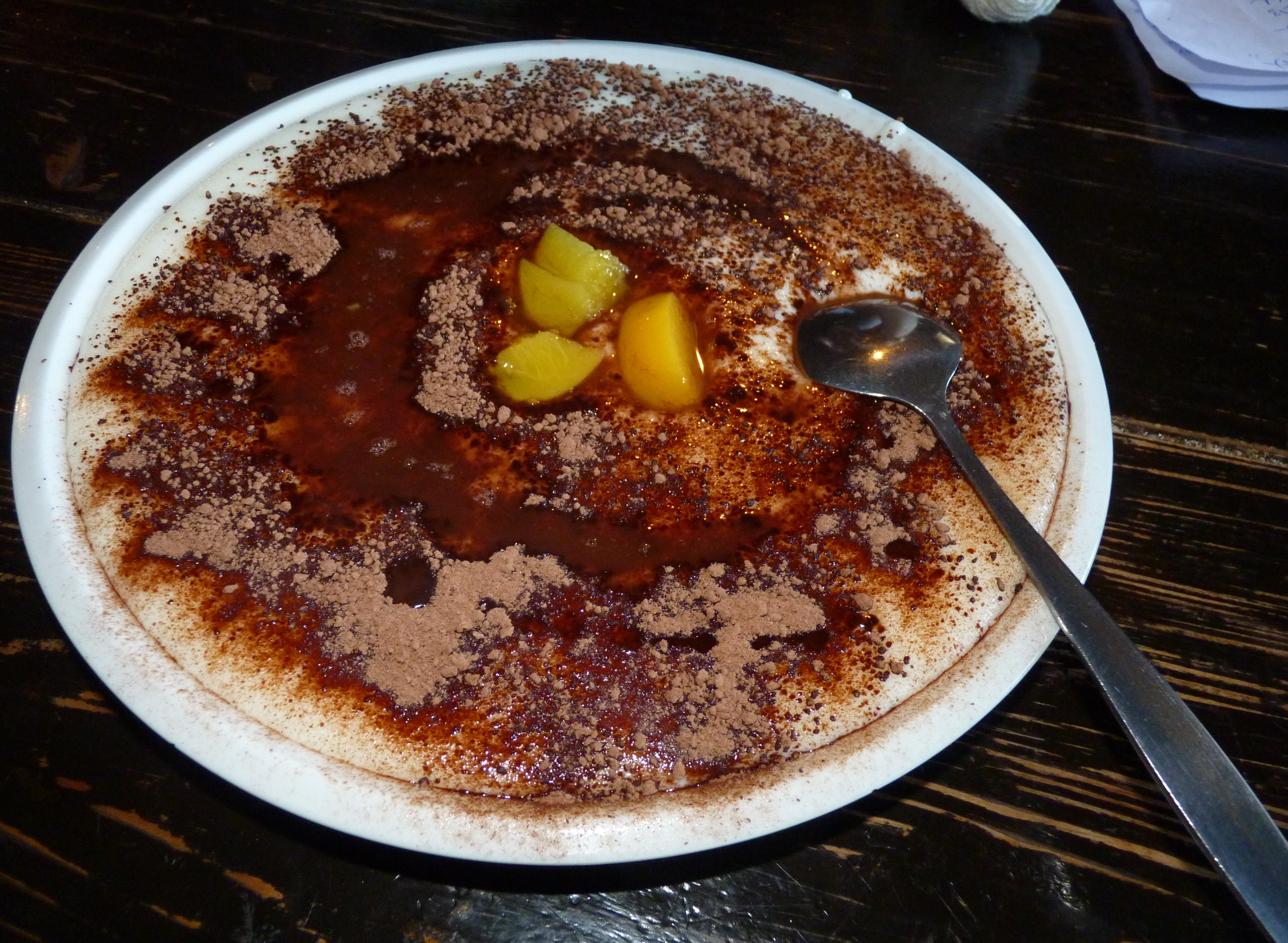
Krupicová kaše s kakaem, máslem a ovocem

Krupicová kaše neboli krupičná kaše je druh teplého, obvykle sladkého jídla, které se připravuje z krupice, mléka a dalších přísad. Jedná se o častou stravu pro malé děti od tří let, i když je poněkud hutná (pro mladší děti se doporučuje využívat speciální krupičné kaše). V populaci se jedná o oblíbené jídlo, které je rychlé a snadné na přípravu.

## Příprava
Krupicová kaše se zpravidla vyrábí vařením mléka, které se v době varu smíchá s krupicí a cukrem. Po dobu několika minut se vzniklá směs vaří, až dojde k jejímu zhutnění. V té době se přelije na talíř, posype se cukrem a případně kakaem, omastí se máslem a podává ke konzumaci.

### Další možnosti
Existují i jiné varianty přípravy, dochucení a ozdobení. Občas se používají skořice, med, rum tuzemák, ovoce, ořechy, rozinky, strouhaná čokoláda, piškoty či lentilky. Krupicová kaše se může připravovat i ve slané podobě, v tom případě se při dohotovování kaše přidávají ke zhoustlé krupici s mlékem (bez cukru) například vejce, smažená cibule nebo strouhaný sýr.